# Ponte Vedra Challenger 1990
Il Ponte Vedra Challenger 1990 è stato un torneo di tennis facente parte della categoria ATP Challenger Series nell'ambito dell'ATP Challenger Series 1990. Il torneo si è giocato a Ponte Vedra negli Stati Uniti dal 15 al 21 ottobre 1990 su campi in cemento.

## Vincitori

### Singolare
Tommy Ho ha battuto in finale  Chris Pridham con il punteggio di 7–6, 6–4

### Doppio
Doug Flach /  Ken Flach hanno battuto in finale  Royce Deppe /  Bret Garnett con il punteggio di 6–3, 2–6, 6–4